# Lola Josa
Lola Josa és filòloga, escriptora i catedràtica universitària catalana especialista en Literatura castellana del Renaixement i del Barroc. En concret, en la mística de Sant Joan de la Creu, en teatre clàssic, i en la relació entre el llenguatge poètic i el musical dels segles XVI i XVII. Autora de La medida del mundo. Palabra y principio femeninos (Athenaica, 2022, 2ª ed.), on s'endinsa en l'origen bíblic femení mitjançant una exegesi que cerca l'experiència prefilosòfica, poètica i fundadora, i del llibre Teresa de Jesús y Juan de la Cruz. Sin máscaras y descalzos (CNTC, 2025), recreació de dues de les ments més alliberades i alliberadores de la tradició espiritual i literaria d'Europa.
Doctora en Filologia Hispànica, és catedràtica en la Facultat de Filologia i Comunicació de la Universitat de Barcelona. La seva recerca sobre les fonts hebrees en la mística de Sant Joan de la Creu és la seva principal línia de treball. Els primers resultats els ha publicat en San Juan de la Cruz, «Cántico espiritual». Nueva edición a la luz de la mística hebrea (Lumen, 2021). Directora de vuit projectes de recerca finançats, pel que fa a les seves recerques interdisciplinàries, ha fixat, juntament amb Mariano Lambea (CSIC), una metodologia interdisciplinària per a l'estudi i l'edició del repertori líric dels Segles d'Or que li ha permès ser la responsable de l'edició crítica i de l'estudi interdisciplinari del Libro de Tonos Humanos (6 vols.), del Cancionero Poético-Musical Hispánico de Lisboa (3 vols.), del Manojuelo Poético-Musical de Nueva York, i de Todo es amor. Cancionero Poético-Musical de Barcelona, així com crear i dirigir la base de dades Digital Música Poética, dedicada a analitzar totes les cançons i balls del Teatre Clàssic peninsular, i coordinar el Grup de Recerca consolidat «Aula Música Poètica» de la Generalitat de Catalunya. També és autora de diversos treballs sobre poesia, música i teatre publicats en diferents revistes i obres miscel·lànies, i, així mateix, és la responsable de l'edició d'altres cançoners inèdits en els quals treballa actualment. Membre de prestigioses associacions d'hispanistes, ha exposat la seva metodologia a diversos congressos i jornades nacionals i internacionals. És secretària de la col·lecció bibliogràfica del Consell Superior d'Investigacions Científiques (CSIC) «Cancioneros Musicales de Poetas de los Siglos de Oro» i de Música Poètica, la col·lecció discogràfica de música antiga del CSIC, que ha estat guardonada amb diferents premis i reconeixements internacionals. És la directora del portal temàtic «Literatura i Música» de la Biblioteca Virtual Miguel de Cervantes.
En l'àmbit social, Lola Josa ha estat la promotora d'un projecte solidari que neix el 2008, anomenat 'Projecte Studia'. Es tracta d'una iniciativa que ajuda a universitaris amb malalties de llarga durada a prosseguir els seus estudis i formació acadèmica. Aquest programa sorgeix com a fruit d'un conveni entre la Universitat de Barcelona, l'Hospital Clínic i l'Institut Català d'Oncologia, destinat generalment a alumnes de la Universitat de Barcelona, però també a estudiants d'altres universitats de Catalunya, de la resta d'Espanya i Europa. Ella és co-directora del projecte, juntament amb la Dra. Gabriela Antelo i el Dr. Francesc Casas, oncòlegs de l'Hospital Clínic de Barcelona.